# Songs for Polarbears
Songs For Polarbears – debiutancki album grupy Snow Patrol, wydany 31 lipca 1998 roku. Wszystkie teksty zostały napisane przez wokalistę zespołu, Gary’ego Lightbody’ego, a muzyka skomponowana przez Gary’ego Lightbody’ego, Marka McClellanda i Jonny’ego Quinna. Tytuł płyty nawiązuje do pierwotnej nazwy formacji, Polar Bear, która jednak została zmieniona na Snow Patrol, ponieważ istniał już amerykański zespół o tej samej nazwie. Wiadomość dotyczącą tej sytuacji można usłyszeć na początku piosenki "Little Hide". Odnośnik do sprawy znajdował się także w utworze "I am an Astronaut", wydanym na singlu "Open Your Eyes", w wersach: "I am a polar bear, I'm anything I want to be, when nobody else is there".

## Lista utworów

### Wydawnictwo oryginalne
1. "Downhill From Here" – 3:23
2. "Starfighter Pilot" – 3:19
3. "The Last Shot Ringing in My Ears" – 4:26
4. "Absolute Gravity" – 2:45
5. "Get Balsamic Vinegar... Quick You Fool" – 3:27
6. "Mahogany" – 2:46
7. "NYC" – 4:27
8. "Little Hide" – 2:41
9. "Make Up" – 2:12
10. "Velocity Girl" – 4:37
11. "Days Without Paracetamol" – 3:32
12. "Fifteen Minutes Old" – 3:08
13. "Favourite Friend" – 2:46
14. "One Hundred Things You Should Have Done in Bed" (brytyjskie wydanie) – 6:14
15. "Marketplace" (ukryty utwór w wersji brytyjskiej, bonusowa piosenka w wersji amerykańskiej)
16. "I Could Stay Away Forever" (bonusowa piosenka w wersji amerykańskiej)
17. "Sticky Teenage Twin" (bonusowa piosenka w wersji amerykańskiej)
18. "Holy Cow" (bonusowa piosenka w wersji amerykańskiej)
19. "When You're Right, You're Right (Darth Vader Bringing in His Washing Mix)" (bonusowa piosenka w wersji amerykańskiej)

### 2006 reedycja
1. "Downhill From Here" – 3:23
2. "Starfighter Pilot" – 3:19
3. "The Last Shot Ringing In My Ears" – 4:26
4. "Absolute Gravity" – 2:45
5. "Get Balsamic Vinegar... Quick You Fool" – 3:27
6. "Mahogany" – 2:46
7. "NYC" – 4:27
8. "Little Hide" – 2:41
9. "Make Up" – 2:12
10. "Velocity Girl" – 4:37
11. "Days Without Paracetamol" – 3:32
12. "Fifteen Minutes Old" – 3:08
13. "Favourite Friend" – 2:46
14. "One Hundred Things You Should Have Done in Bed/ Marketplace" – 6:14
15. "Sticky Teenage Twin" – 2:08
16. "Limited Edition" – 2:33
17. "Jj" – 1:47
18. "My Last Girlfriend" – 2:59
19. "T.M.T." – 2:51
20. "I Could Stay Away Forever" – 4:28
21. "When You're Right, You're Right (Darth Vader Bringing In His Washing Mix)" – 3:31
22. "Raze The City" – 4:20
23. "Riot Please" – 2:52